# Свети мученик Илиодор
Свети мученик Илиодор је ранохришћански мученик и светитељ из 3. века.
У његовом житију стоји да је проповедао Јеванђеље у Памфилијском граду Магиди, у време цара Аурелијана (270.-275.). Током прогона хришћана у Магиди ухваћен је и изведен пред суд. При ислеђењу тадашњи хегемон Аеције убеђивао је Илиодора да се одрекне вере у Исуса Христа и принесе жртву идолима. Пошто је то одбио хегемон је наредио да Илиодора обесе о мучилишно дрво, да му тело стружу железним ноктима и пале буктињама. У страховитим мукама свети мученик громким гласом узвикну: "Господе Исусе Христе, помози ми!". И одмах дође глас с неба: "He бој се, ја сам с тобом!" Овај глас чули су и извршиоци казне, и притом видели четири Анђела који им нису дали да више муче светитеља. Ово виђење учинло је да и они поверују у Исуса Христа. Разјарени хегемон наредио је да их баце у море, и да се усија бакарни во и у њега баци мученик Илиодор. Када је он бачен у усијаног вола, почео се молити и узносити благодарне песме Богу. Дознавши за то, хегемон се запањио видевши да се во за тренутно охладио.
Житије да даље сведочи да је свети мученик, добивши три дана да размисли о поклоњењу идолима, отишао тајно у идолопоклонички храм звани Пантеон и пошто се тамо помолио Богу настао је земљотрес, од кога су сви идоли попадали и разбили се. Сазнавши за то, хегемон је наредио да светог Илиодора поново доведу преда суд. Наредио је да мученика обесе и да му укуцају у главу три усијана клинца. Осећајући страховит бол, мученик поново призва Бога у помоћ, и одмах му умину неподношљиви бол. Хегемон, видевши да никакво мучење не може савладати мученика, нареди да га окована у тешке ланце одведу к управитељу оближњег града Аталеје. Управитељ је дуго разговарао са светим Илиодором наговарајући га да принесе жртву идолима. Пошто је остао непоколебљив, наредио је да мученику руке и ноге ставе у четири рашчепљена мучилишна дрвета, па га онда ставе на усијани тигањ. Налазећи се на тигању, мученик се молио и призивао присутне да дођу к њему на тигањ уверавајући их да им огањ неће нашкодити. И многи од присутних су ушли у усијани тигањ, и огањ их није повредио. Сви они су поверовали у Исуса Христа, говорећи: "Заиста је Бог хришћански велик!" Након тога мученика воде натраг у Магиду. Тамо је поново изведен на суд. Хегемон Аеције опет је покушавао да наговори светог мученика да принесе жртву идолима. Пошто је поново одбио, одсечен му је језик; затим је обешен, и пуна два сата тучен моткама. После свих мука убијен је одсецањем главе. Пострадао је око 273. године.
Православна црква прославља светог Илиодора 19. новембра (2. децембра).